# マリヤ・シェリフォヴィッチ
マリヤ・シェリフォヴィッチ（セルビア語:Марија Шерифовић / Marija Šerifović、1984年11月14日 - ）は、セルビアの歌手で、ユーロビジョン・ソング・コンテスト2007にセルビア代表として参加し、優勝を収めた人物。ユーロビジョン・ソング・コンテスト2008では審査員の一人を務め、開会時には「Molitva」を歌った。

## 音楽キャリア

### アルバム
マリヤ・シェリフォヴィッチのデビュー・アルバムは2003年に発売され、好評を受けた。このアルバムからの最大のヒットはダルコ・ディミトロフ作曲の「Znaj da znam」であった。2005年夏、シェリフォヴィッチは、ギリシャのスーパースター・デスピナ・ヴァンディの「Olo lipis」をカバーしたシングル「Agonija」を発売した。2枚目のアルバム『Bez ljubavi』は2006年に発売された。2007年、シェリフォヴィッチは2枚目のシングル「Bez tebe」を発売した。2007年6月28日、アルバム『Marija Šerifović: Molitva - The best of』を発売した。マリヤ・シェリフォヴィッチの3枚目のアルバム『Nisam Andjeo』は2008年の春に発売され、9曲を収録している。

### フェスティバル
2003年、マリヤ・シェリフォヴィッチはブドヴァ・フェスティバルでダルコ・ディミトロフ作曲の「Gorka čokolada」を歌った。2004年、シェリフォヴィッチは再びブドヴァ・フェスティバルに参加し、「Bol do ludila」を歌い、優勝を収めた。この曲は地域のチャートで首位となった。2005年のベオヴィジヤ（Beovizija）では、シェリフォヴィッチは「Ponuda」を歌い、エヴロペスマへの進出を決めた。エヴロペスマは、当時のユーロビジョン・ソング・コンテストのセルビア・モンテネグロ代表を決める国内選考であり、シェリフォヴィッチはこのとき18位となった。同じ年、シェリフォヴィッチはセルビア・ラジオ・フェスティバルにレオンティナ・ヴコマノヴィッチ（Leontina Vukomanović）作曲の「U nedelju」で参加し、優勝を果たした。

### コンサート
2007年2月21日、シェリフォヴィッチはベオグラードのサヴァ・ツェンタル（Sava Centar）にて初めて自身のソロ・コンサートを開いた。4千人強の観客が集まった。
2007年のクロアチア議会選挙のとき、シェリフォヴィッチは同国のザグレブで独立民主セルビア人党の応援のために歌った。

### ベオヴィジヤとユーロビジョン・ソング・コンテスト2007

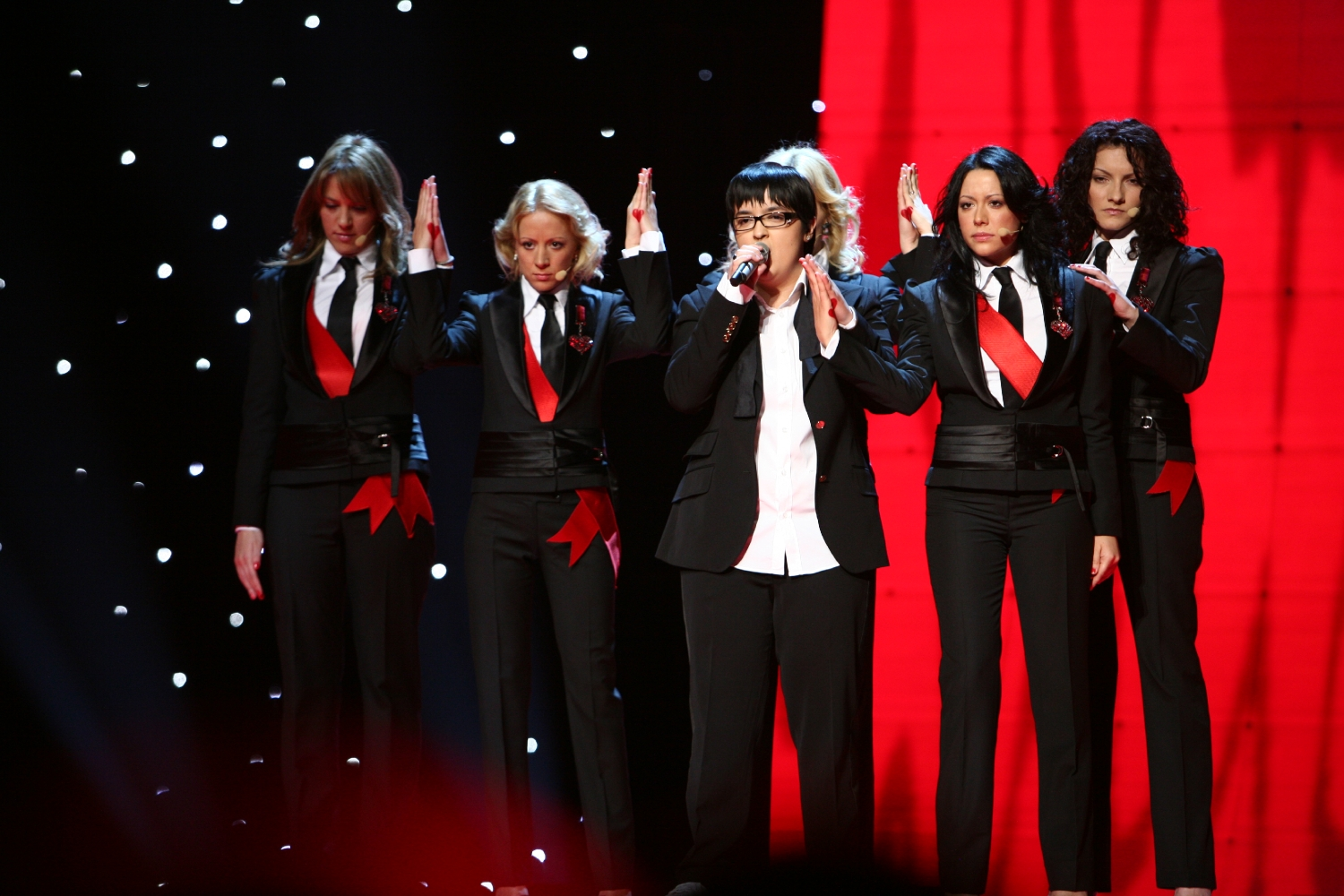
ヘルシンキのユーロビジョン・ソング・コンテストにて。

シェリフォヴィッチは2007年3月8日、この年から独立国としてユーロビジョン・ソング・コンテストに参加することとなったセルビアの代表を決めるベオヴィジヤに参加した。審査員投票と電話投票によって、シェリフォヴィッチの「Molitva」が優勝曲に選ばれ、シェリフォヴィッチは、フィンランドのヘルシンキで行われるユーロビジョン・ソング・コンテスト2007への参加を決めた。この曲はまた英語（タイトルは「Destiny」）およびフィンランド語（タイトルは「Rukoilen」）でも録音された。また、ロシア語バージョン（タイトルは「Молитва」）もある。
ユーロビジョン・ソング・コンテストのプロモーション・ツアーの中で、シェリフォヴィッチはボスニア・ヘルツェゴビナ、クロアチア、マケドニア共和国、スイス、ギリシャを訪れた。はじめは、ミュージック・ビデオの制作も予定されていた。ドキュメンタリーが制作され、ミュージック・ビデオやユーロビジョンへの準備の映像が収録される予定である。
3月12日、準決勝と決勝の登場順が決められた。セルビアは準決勝で15番目の登場となり、決勝進出を決めた。決勝ではドイツとウクライナの間、17番目の登場となった。シェリフォヴィッチの曲「Molitva」はユーロビジョン・ソング・コンテストで優勝を収めた。優勝後の会見で、マリヤ・シェリフォヴィッチは「今夜、セルビア人であることをとても誇りに感じた！」と話した
シェリフォヴィッチがベオグラード・ニコラ・テスラ空港に降りたとき、7万-10万の人々がセルビア市民議会の前で彼女を歓迎する集会に集まった。
マリヤ・シェリフォヴィッチは5月25日、出身地のクラグイェヴァツでコンサートを開いた。シェリフォヴィッチは、彼女のユーロビジョンでの優勝を祝う6万人の観衆の前でパフォーマンスをした。シェリフォヴィッチは、クラグイェヴァツでのコンサートはまったく感じが違うと話し、その理由としてクラグイェヴァツでは自分の友人や同級生、教師、隣人、毎日顔を合わせる人たちの前で歌うことを挙げた。
ユーロビジョン・ソング・コンテスト2007での優勝曲Molitvaが、ソニ・マライの曲Ndarjaからの盗作ではないかという疑惑が持たれた。後に、Ndarjaを作曲したマケドニア人プロデューサMarjan Filipovskiによって、同曲とMolitvaの関連性は否定されている。

## 人物
ユーゴスラビア社会主義連邦共和国、セルビア社会主義共和国クラグイェヴァツ（現：セルビア共和国）出身で、歌手のヴェリツァ・シェリフォヴィッチ（Verica Šerifović）の娘。ロマ系セルビア人。
オープンリーレズビアンである。

### 政治
2007年12月24日にクラグイェヴァツで、2008年1月15日にベオグラードで、シェリフォヴィッチはユーロビジョン優勝曲「Molitva」（祈り）を、セルビア急進党の選挙運動で歌った。シェリフォヴィッチはまた、急進党の副党首で民族主義派の大統領候補トミスラヴ・ニコリッチ（Tomislav Nikolić）の応援に加わり、彼女の「祈り」は「新しい、これまでと違うより誇れるセルビア」へのものと付け足した。多くのシェリフォヴィッチのファンたちは、彼女がトミスラヴ・ニコリッチの応援に加わったことを残念がった。セルビア急進党の党首は、ユーゴスラビア戦争の間に行われた戦争犯罪の嫌疑でデン・ハーグの旧ユーゴスラビア国際戦犯法廷（ICTY）にて拘束されているヴォイスラヴ・シェシェリであり、急進党は大セルビア主義を推進する過激な民族主義の政党であった。作曲者のサシャ・ミロシェヴィッチ（Saša Milošević）や、「Molitva」を作曲したヴラディミル・グライッチ・グラヤ（Vladimir Grajić Graja）らは、こうした政治的理由からシェリフォヴィッチと仕事をするのを止めたとも言われている。
欧州連合は、2008年の「ヨーロッパ文化間交流年」（European Year of Intercultural Dialogue）で、シェリフォヴィッチを15人いる「文化間大使」の1人としたが、シェリフォヴィッチの民族主義的態度のために、その活動を続けることを認めるか論争となった。
しかし、マリヤ・シェリフォヴィッチがユーロビジョン・ソング・コンテストに参加する前、セルビア国営放送の番組「Avalski toranj」に出ていた。出演者がそれぞれ最も偉大だと思う3人のセルビア人の名前を挙げる際、シェリフォヴィッチは、民主党の党首で改革派の元首相ゾラン・ジンジッチの名を挙げた。

## ディスコグラフィー

### アルバム

#### Naj, Najbolja（シティ・レコーズ、2003年）
1. Znaj da znam
2. Sad idi nek te đavo nosi
3. Naj, najbolja
4. Još jedan korak
5. Ti mi se sviđaš
6. Ti i samo ti
7. Volim ga
8. Za sreću nam malo treba

#### Bez Ljubavi（シティ・レコーズ、2006年）
1. Povredi me
2. Jesen bez nas
3. 101
4. Na tvojoj košulji
5. Pamti me po suzama
6. Laž
7. Nije mi prvi put
8. Bilo bi bolje
9. Bez ljubavi
10. Trubači
11. U nedelju（セルビア・ラジオ・フェスティバル2005 優勝曲）
12. Bol do ludila（ブドヴァ・フェスティバル2004 優勝曲）
13. Gorka čokolada（ブドヴァ・フェスティバル2003 参加曲）

#### Molitva - The best of（2007年）
1. Molitva (nova remix verzija)
2. Znaj da znam
3. Nek te đavo nosi
4. Još jedan korak
5. Za sreću nam malo treba
6. Pamti me po suzama
7. Jesen bez nas
8. 101
9. Nije mi prvi put
10. Bol do ludila
11. U nedelju
12. More pelina

#### Nisam Anđeo（シティ・レコーズ、2008年）
1. Nisam anđeo
2. Jedan dobar razlog
3. Sve po starom
4. Ne voliš je znam
5. Podvala
6. Zabranjena priča
7. Kasno da te menjam
8. Vreme je da krenem
9. Bolji život

### アルバム未収録曲

#### 2005年
- Ponuda（ベオヴィジヤ2005参加曲。ベオヴィジヤ2005のコンピレーション・アルバムに収録）
- Agonija

#### 2007年
- Bez tebe
- Molitva（ベオヴィジヤ2007優勝、ユーロビジョン・ソング・コンテスト2007優勝曲）